# Christoph Kühberger
Christoph Kühberger (* 1975 in Salzburg) ist ein österreichischer Historiker, Geschichts- und Politikdidaktiker an der Universität Salzburg.

## Leben
Kühberger studierte Geschichte, Italianistik und Pädagogik auf Lehramt an der Universität Salzburg und der Università degli Studi di Perugia. Seit 2000 lehrte er an Gymnasien und Handelsakademien. 2003 wurde er an der Universität Salzburg mit der kulturhistorischen Dissertation Metaphern der Macht, die sich mit politischen Festen und Feierlichkeiten im faschistischen Italien und nationalsozialistischen Deutschland beschäftigt, zum Dr. phil. promoviert. Von 2004 bis 2006 war er als Geschichtsdidaktiker am Historischen Institut der Universität Greifswald tätig. 2006 wurde er Mitarbeiter an der Zentralen Arbeitsstelle für Geschichtsdidaktik und Politische Bildung am Fachbereich Geschichte der Universität Salzburg. 2008/09 war er Professor für Vergleichende Neuere und Neueste europäische Kulturgeschichte am Institut für Geschichte der Universität Hildesheim. 2010 habilitierte er sich am Fachbereich für Erziehungs- und Sozialwissenschaften ebendort und erhielt die venia legendi für Neuere und Neueste Geschichte und ihre Didaktik. 2009 bis 2017 war er Vizerektor für Sozial- und Gesellschaftswissenschaften an der Pädagogischen Hochschule Salzburg. Zunächst war er stellvertretender Leiter der Zentralen Arbeitsstelle für Geschichtsdidaktik und Politische Bildung. 2013 wurde er Leiter der Nachfolgeeinrichtung Bundeszentrum für Gesellschaftliches Lernen. Von 2014 bis 2017 war Kühberger Hochschulprofessor für Geschichts- und Politikdidaktik an der Pädagogischen Hochschule Salzburg. Seit 2017 ist er Universitätsprofessor für Geschichts- und Politikdidaktik am Fachbereich Geschichte der Universität Salzburg. 2023 war Kühberger als visiting scholar an der University of Hawaiʻi at Mānoa, wo er sich empirisch mit dem Geschichtsunterricht zum Alten Hawaii beschäftigte. Seit 2022 ist er Mitglied des wissenschaftlichen Beirates des Leibnitz-Institutes für Bildungsmedien/Georg-Eckert Institut. Seit 2024 ist er Stellvertretender Vorsitzender der deutschen Konferenz für Geschichtsdidaktik.
In der Bildungspolitik trat Kühberger mit Beratungstätigkeiten für das österreichische Bildungsministerium hervor. Nach Erfahrung in der Konzeption von Fachlehrplänen für das Unterrichtsfach „Geschichte und Sozialkunde/Politische Bildung“ für die Sekundarstufe I 2006 und 2016 (Gymnasium/Hauptschule/Neue Mittelschule) bzw. „Geschichte und Politische Bildung“ für die Sekundarstufe II 2016 sowie der Begleitung der Umsetzung der Maturareform 2011 für das Unterrichtsfach „Geschichte und Politische Bildung“ an der gymnasialen Oberstufe, war er gemeinsam mit Ulrike Greiner wissenschaftlicher Berater für die Neuerstellung der Lehrpläne 2022 für die Primarstufe (Volksschule) und Sekundarstufe I (Gymnasium/Mittelschule). Die Lehrpläne 2023 beruhen unter anderen auf dem von Kühberger mitentwickelten Konzept der „Reflexiven Grundbildung“, die für das fachliche Lernen zentrale fachliche Konzepte und Prozeduren als Kern des Fachunterrichtes vorsehen. Seit 2023 ist Kühberger im wissenschaftlichen Beirat und in der Jury des Österreichischen Staatspreises für Geschichtswissenschaften des österreichischen Bundesministeriums für Bildung, Wissenschaft und Forschung.

## Forschungsschwerpunkte
Seine Forschungsschwerpunkte umfassen Neue Kulturgeschichte, Ethik der Geschichtswissenschaft, Geschichtskultur und Public History sowie Theorie, Ethik und Didaktik der Geschichte und Politischen Bildung. Er beschäftigt sich mit Fragen von Diversität/Inklusion, mit Digitalisierung/Digital Humanities und mit Dekolonisierung von historischem Wissen. Einen erkennbaren Fokus hat er quer zu diesen Themen im Bereich der Geschichtskultur und dem Umgang mit Darstellungen der Vergangenheit.
Kühberger ist u. a. Mitglied der Gesellschaft für Geschichtsdidaktik Österreichs und der Internationalen Gesellschaft für Geschichtsdidaktik. Im Studienverlag in Innsbruck ist er Mitherausgeber der Reihe Österreichische Beiträge zur Geschichtsdidaktik.

## Schriften (Auswahl)
als Autor:
- Faschistische Selbstdarstellung. Eine Retortenstadt Mussolinis als Bühne des Faschismus (= Akademische Abhandlungen zur Geschichte), VWF, Berlin 2001, ISBN 3-89700-305-8.
- Historische Armutsforschung. Eine Perspektive der neuen Kulturgeschichte unter besonderer Berücksichtigung Salzburger Quellen des 20. Jahrhunderts (= Akademische Abhandlungen zur Geschichte). VWF, Berlin 2004, ISBN 3-89700-411-9.
- Metaphern der Macht. Ein kultureller Vergleich der politischen Feste im faschistischen Italien und im nationalsozialistischen Deutschland. Lit, Berlin u. a. 2006, ISBN 3-8258-9110-0.
- mit Clemens Sedmak: Ethik der Geschichtswissenschaft. Zur Einführung. Turia + Kant, Wien 2008, ISBN 978-3-85132-480-8.
- Kompetenzorientiertes historisches und politisches Lernen. Methodische und didaktische Annäherungen für Geschichte, Sozialkunde und politische Bildung (= Österreichische Beiträge zur Geschichtsdidaktik. Band 2). Studienverlag, Innsbruck u. a. 2009, ISBN 978-3-7065-4702-4.
- mit Elfriede Windischbauer: Individualisierung und Differenzierung im Geschichtsunterricht. Offenes Lernen in Theorie und Praxis (= Geschichte unterrichten). Wochenschau-Verlag, Schwalbach 2012, ISBN 978-3-89974-738-6.
- Globalgeschichte als Vernetzungsgeschichte: Geschichtsunterricht im Mehr-Ebenen-System (= Historische Europa-Studien Band 8). Olms, Hildesheim u. a. 2012, ISBN 978-3-487-14820-5.
- mit Elfriede Windischbauer: Individualisierung und Differenzierung im Politikunterricht. Offenes Lernen in Theorie und Praxis (= Politik unterrichten). Wochenschau-Verlag, Schwalbach 2013, ISBN 978-3-89974-825-3.
- Leistungsfeststellung im Geschichtsunterricht: Diagnose – Bewertung – Beurteilung., Wochenschau-Verlag, Schwalbach 2014, ISBN 978-3-7344-0028-5.
- mit Herbert Neureiter: Zum Umgang mit Nationalsozialismus, Holocaust und Erinnerungskultur. Eine quantitative Untersuchung bei Lernenden und Lehrenden an Salzburger Schulen aus geschichtsdidaktischer Perspektive. Wochenschau Verlag, Schwalbach / Ts. 2017, ISBN 978-3-7344-0443-6.
- mit Ulrike Kipman: Einsatz und Nutzung des Geschichtsschulbuches: Eine Large Scale-Untersuchung bei Schülern und Lehrern. Springer VS, Wiesbaden 2019, ISBN 978-3-658-24446-0.
- Das undisziplinierte Kinderzimmer. Ethnographische Erkundungen zur Geschichtskultur im Privaten. Wallstein, Göttingen 2024, ISBN 978-3-8353-5498-2.

als Herausgeber:
- Historisches Wissen. Geschichtsdidaktische Erkundung zu Art, Tiefe und Umfang für das historische Lernen. Schwalbach / Ts. 2012, ISBN 978-3-89974-761-4.
- mit Waltraud Schreiber und Béatrice Ziegler: Geschichtsdidaktischer Zwischenhalt. Beiträge aus der Tagung «Kompetent machen für ein Leben in, mit und durch Geschichte» in Eichstätt vom November 2017. Waxmann, Münster / New York 2019, ISBN 978-3-8309-3902-3.
- mit Sebastian Barsch, Bettina Degner und Martin Lücke: Handbuch Diversität im Geschichtsunterricht. Inklusive Geschichtsdidaktik. Wochenschau Verlag, Frankfurt am Main 2019, ISBN 978-3-7344-0877-9.
- Ethnographie und Geschichtsdidaktik. Wochenschau Verlag, Frankfurt am Main 2021, ISBN 978-3-7344-1172-4.
- Mit Geschichte spielen. Zur materiellen Kultur von Spielzeug und Spielen als Darstellung der Vergangenheit. transcript, Bielefeld 2021, ISBN 978-3-8376-5358-8.
- mit Reinhard Heinisch, Reinhard Klaushofer und Margit Reiter: Demokratie nach 1945. Perspektiven auf Geschichte, Politik und Recht in Österreich. Böhlau Verlag, Wien 2022, ISBN 978-3-205-21596-7.